# FC Abeilles
El FC Aveilles fue un equipo de fútbol de la República del Congo que alguna vez jugó en la Primera División del Congo, la liga de fútbol más importante del país.

## Historia
Fue fundado en el año 1966 en la ciudad de Pointe-Noire como uno de los equipos que integraron la Liga Regional de la ciudad en esa década, ya que en los años 1960s la liga se dividía en dos zonas. La zona la ganaron en un par de ocasiones, pero solo pudieron ser campeones de la Primera División del Congo en 1967.
Se mantuvieron como un equipo constante en la máxima categoría, clasificando en su liga regional en los siguientes años, debido a que hubo una reforma al formato de competencia en Congo-Brazzaville, en la que la liga se dividía en zonas y cada zona clasificaba a un determinado grupo de clubes. El caso de Pointe-Noire clasificaba a 5 equipos.
Los siguientes años fueron grises para el Aveilles, ya que fue hasta el año 2002 que lograron acceder a una nueva final, la de la Copa de Congo de Fútbol en el 2002, perdiendo de nuevo la final ante el Ètoile du Congo. Su última temporada fue la del 2004, y desaparecieron al año siguiente.
A nivel internacional participaron en la Copa Africana de Clubes Campeones 1967, siendo eliminados en la primera ronda por el TP Englebert de Zaire.

## Palmarés
- Primera División del Congo: 1

1967
- - Finalista: 2

1968, 1969
- Copa de Congo de Fútbol: 0
  - Finalista: 1

2002

## Participación en competiciones de la CAF
| Temporada | Torneo                            | Ronda | Club         | Casa | Visita | Global  |
| --------- | --------------------------------- | ----- | ------------ | ---- | ------ | ------- |
| 1967      | Copa Africana de Clubes Campeones | 1     | TP Englebert | 3-1  | 0-2    | 3-3 (a) |